# Ibicella lutea
Ibicella lutea auch Gelbe Einhornpflanze oder Gelbe Teufelskralle, ist eine von nur zwei Pflanzenarten der Gattung Ibicella aus der Familie der Gemsenhorngewächse (Martyniaceae). Der deutsche Trivialname „Teufelskralle“ wird auch für andere Pflanzenarten und -gattungen verwendet.

## Beschreibung

### Vegetative Merkmale
Ibicella lutea wächst als einjährige, krautige Pflanze und erreicht Wuchshöhen von 30–60 cm und breitet sich bis zu 5 m aus. Fast die gesamte Pflanze ist mit klebrigen Drüsenhaaren überzogen, welche einen deutlich wahrnehmbaren, süßlichen Aasgeruch verströmen. Daneben befinden sich aber auch drüsenlose Haare an der Pflanze. Sie bildet einen einzelnen, hellgrünen und kräftigen Stängel.
Die gegenständig oder wirtelig angeordneten, nieren- bis herzförmigen, rundlichen Laubblätter sind lang gestielt (10–15 cm). Die einfache, gezähnte Blattspreite mit einer Breite von durchschnittlich ca. 14–18 cm ist manchmal muschelförmig geformt. Die Basallappen sind teils überlappend.

### Blütenstand und Blüte
Die Blüten stehen in einem langgestielten, endständigen und dichten traubigen Blütenstand zusammen. Die zwittrigen Blüten sind zygomorph und fünfzählig mit doppelter Blütenhülle. Von den fünf 1,5–2 cm langen Kelchblättern sind die unteren zwei deutlich breiter als die oberen. Die fünf Kronblätter sind zu einer etwa 2,5–3,5 cm langen glockenförmigen Krone verwachsen. Die Krone ist außen gelb und mit Drüsenhaaren besetzt, inwendig ist sie unbehaart, kräftig gelb bis orange gefärbt und im Schlund und teils auf den Kronblättern mit orange-roten Saftmalen gesprenkelt, gestrichelt. Es ist nur ein Kreis mit fünf Staubblättern vorhanden, von denen vier fertil sind, sowie eines nur ein rudimentäres Staminodium ist. Die Staubfäden sind grünlich und die Staubbeutel sind weißlich. Der oberständige, hellgrünliche Fruchtknoten besitzt einen etwa 2 cm langen Griffel mit zweizüngiger Narbe. Die Blütezeit liegt innerhalb der südlichen Hemisphäre zwischen Oktober und Mai des Folgejahres, auf der nördlichen Hemisphäre liegt sie zwischen Juli und Oktober.

### Frucht und Samen
Die ungewöhnlich geformten, klebrigen und kurzhaarigen, rückenspaltigen Kapselfrüchte sind rundgebogen-schmaleiförmig und langhornig. Sie sind anfangs hellgrün, später orange-bräunlich, das Meso-, Exocarp ist abfallend. Darunter befindet sich die holzige, harte, dunkelbraune aus zwei langhornigen, stacheligen Hälften zusammengewachsene Samenkapsel (Diasporen, Endokarp) (Trampelklette). Die stachelige Samenkapsel ist 5–8 cm lang und 2–3 cm breit, (mit Hörnern) 11–21 cm lang und sie enthält durchschnittlich 110 Samen. Die langen, schlanken, spitzigen, seitlich abstehenden und zurückgebogen Hörner (Gemsenhörner) sind ca. 7–14 cm lang. Die Hörner dienen der epizoochoren Ausbreitung, die Diasporen bleiben an Tieren hängen, welche diese dann zertreten und so die einzelnen Samen freisetzen. Die schwarzbraunen, abgeflacht und eiförmigen Samen, mit grob texturierter, korkiger Samenschale sind 0,6–0,9 cm lang und 0,45–0,55 cm breit.
Die Chromosomenzahl ist 2n = 30 oder 32.

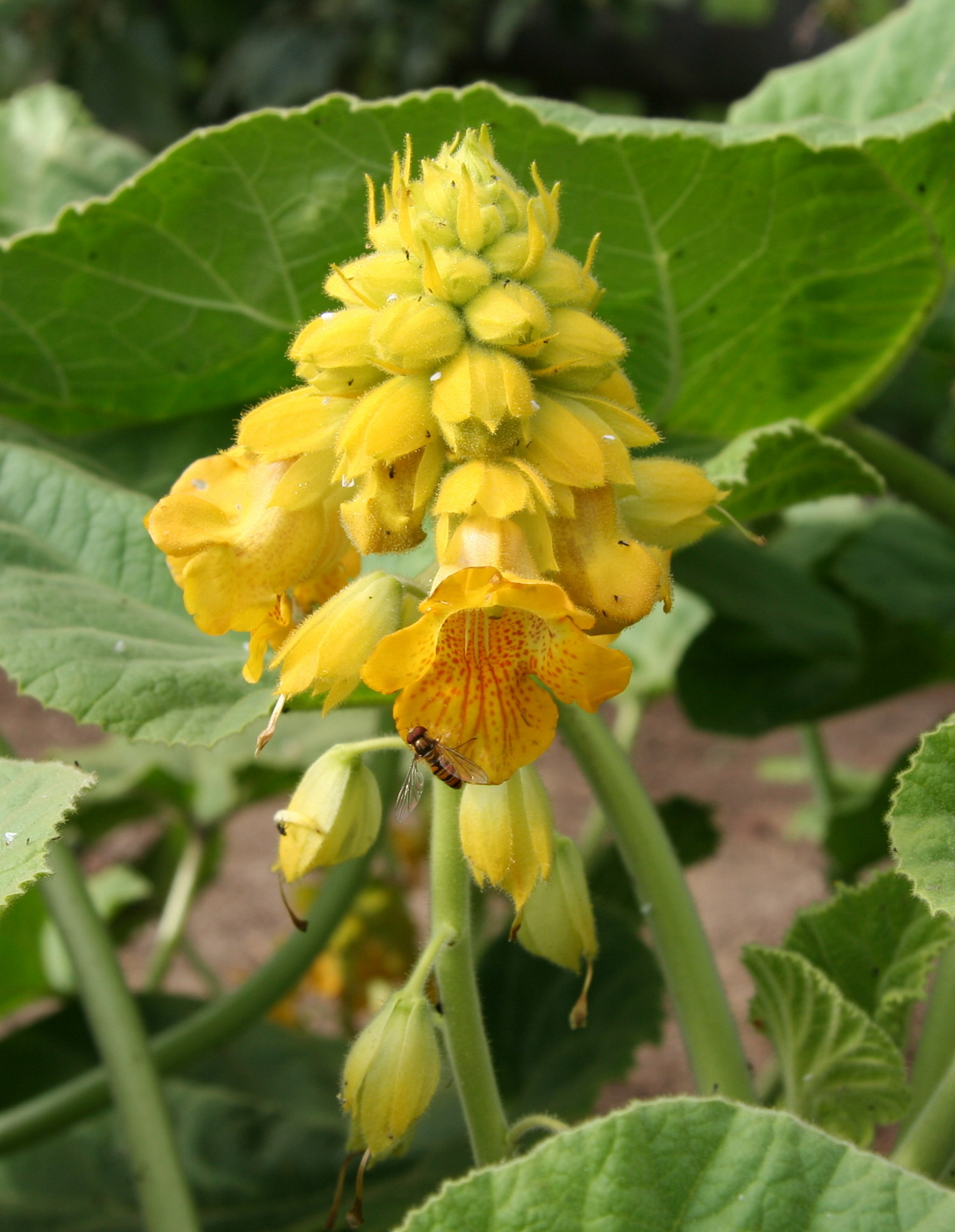
Blütenstand mit gelben Blüten
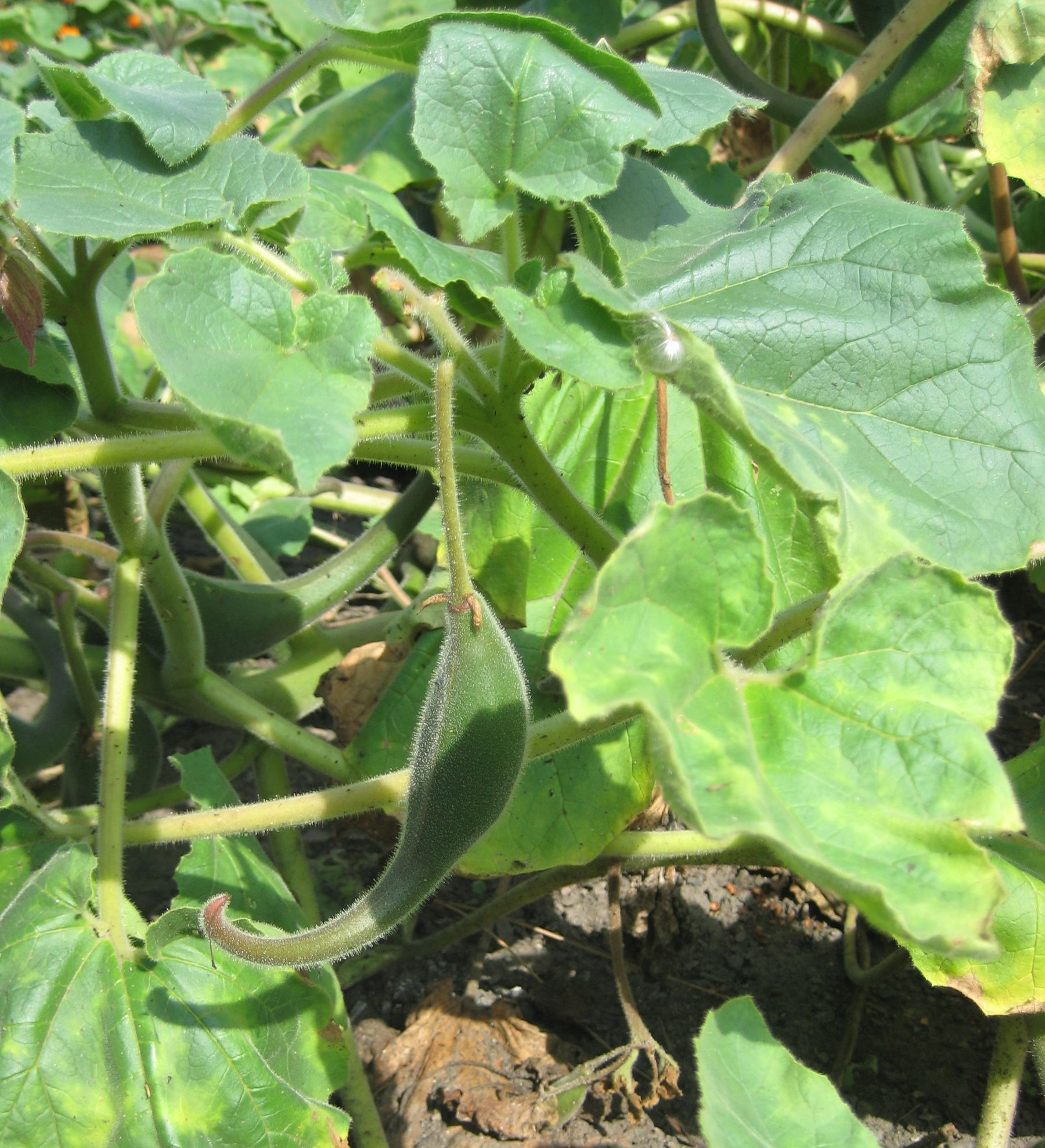
Einhörnige Kapselfrucht
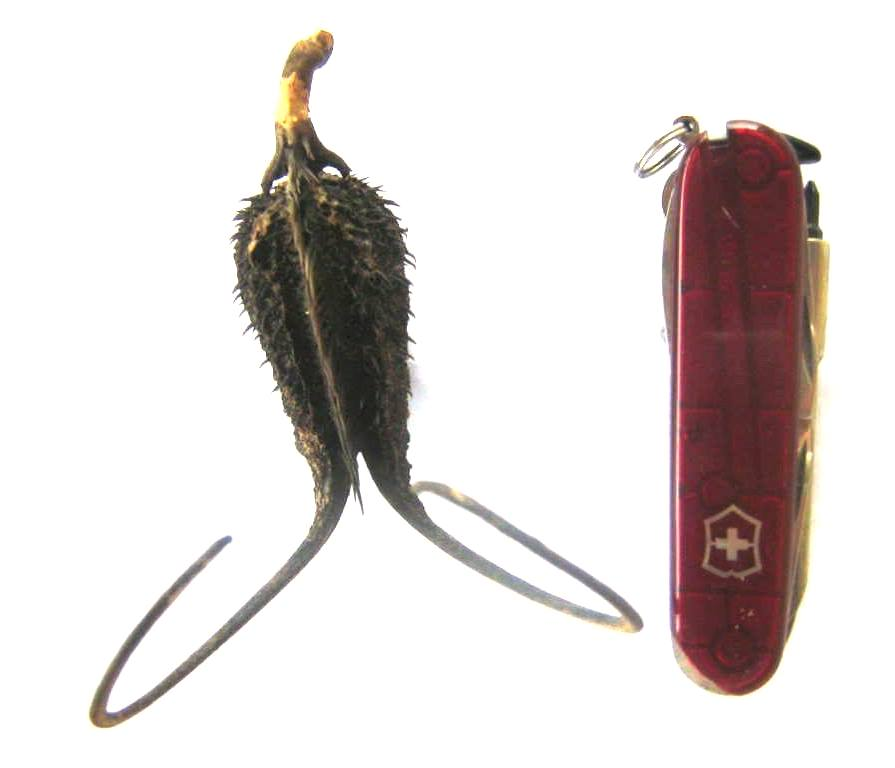
Gemshörnige und stachelige Samenkapsel von Ibicella lutea
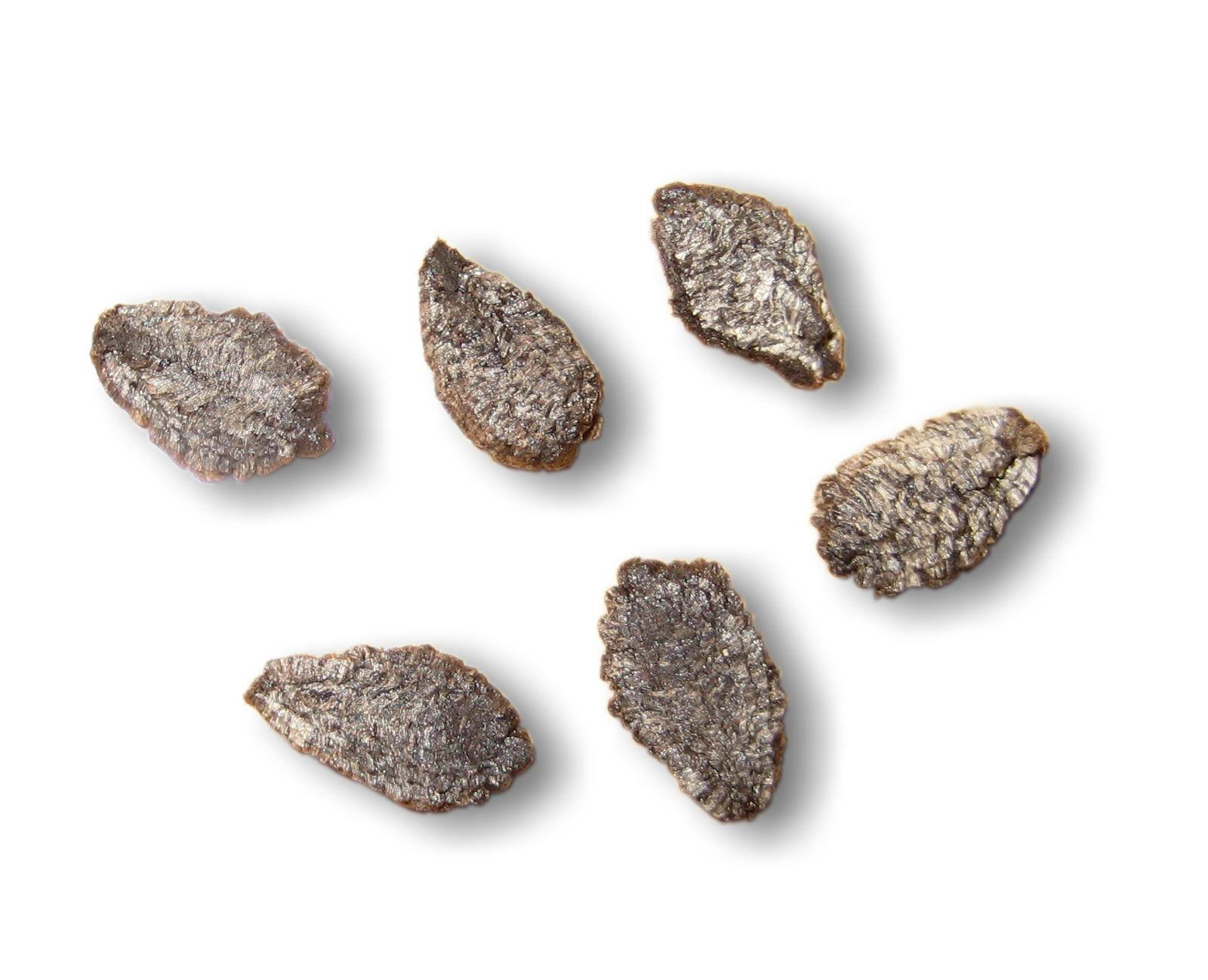
Samen

## Verbreitung

Verbreitungskarte von Ibicella lutea

Ibicella lutea stammt ursprünglich aus Brasilien, Bolivien, Argentinien, Paraguay und Uruguay, wurde aber innerhalb der Neuen Welt in den US-Bundesstaaten Kalifornien, Florida, Georgia und Mississippi eingebürgert. Außerhalb der Neuen Welt tritt sie in Algerien, Südafrika und Australien als Neophyt auf. Sie wächst in offenen, sonnigen Gebieten und bevorzugt feuchte, sandige Böden.

## Botanische Geschichte

### Etymologie
Der botanische Gattungsname Ibicella leitet sich vom lateinischen Ibex für „Steinbock“ ab und bezieht sich auf die Gestalt der krumm gehörnten Kapseln. Das Artepitheton lutea ist dem lateinischen Wort luteum für „gelb“ entlehnt und spielt auf die Farbe der Blüten an.

### Systematik
Zunächst wurde diese Pflanzenart 1825 von John Lindley als Martynia lutea erstbeschrieben. 1895 ordnete der Botaniker Otto Stapf sie als Proboscidea lutea in die Gattung Proboscidea ein. 1929 stellte Glen Parker van Eseltine in Technical Bulletin, New York (State) Agricultural Experiment Station. Geneva, NY, 149, S. 31 die Gattung Ibicella mit der Typusart Ibicella lutea auf.
- Ibicella lutea ((Lindl.) van Eselt.); Gelbe Einhornblume, Gelbe Teufelskralle, Gemsenhorn; Syn. Martynia lutea, Proboscidea lutea, Martynia montevidensis, Ibicella nelsoniana, Martynia nelsoniana.[5]

### Untersuchungen zur möglichen Karnivorie
Bereits der Botaniker William James Beal beobachtete 1875, wie unzählige, winzige Insekten an der Pflanze kleben blieben und dass ihre Chitinpanzer nach wenigen Tagen trocken und leer wirkten. Später beobachtete er, dass winzige Fleischstücke, die er an die drüsenbestückten Stellen heftete, scheinbar „verschwanden“. Diese Erfahrungen führten ihn zu dem Schluss, dass die Pflanze carnivor sein müsse. 1916 experimentierte die italienische Botanikerin E. Mameli ebenfalls mit Ibicella. Auch sie machte ähnliche Beobachtungen, als sie winzige Stücke hartgekochten Eiweißes an die Drüsen heftete. Die Eistückchen lösten sich auf und wurden augenscheinlich von der Pflanze resorbiert. 1999 studierten die Forscher Paul Zachary Myers und C. Wallace et al. unabhängig voneinander eine mögliche Enzymproduktion der Drüsen an Ibicella lutea.
Der Test bestand in der Verwendung eines unbenutzten Schwarz-Weiß-Filmstreifens. Dieser wurde mit der gelatinierten Seite des Films auf eine bestimmte Stelle der Pflanze, welche zuvor mit eingeweichter Hefe oder Rinderalbumin „stimuliert“ wurde, aufgelegt und für einige Zeit liegen gelassen. Im Falle einer pflanzeneigenen Enzymproduktion wäre die Gelatineschicht des Filmstreifens beschädigt worden. Die Beschädigungen sind nach Entwickeln des Films als konturlose, helle Areale erkennbar. Nach anfänglichen Problemen, die durch von den drüsenlosen Haaren verursachten Kratzer auf dem Teststreifen aufgetreten waren, kamen beide Forscher schließlich zu dem Ergebnis, dass die Pflanze keine eigenen Enzyme produziert. Ibicella lutea wird daher als präkarnivor eingestuft.

## Verwendung
Ibicella lutea wird unter anderem wegen ihrer Samenkapseln kultiviert, die zu Dekorationszwecken getrocknet und in Gestecken eingearbeitet werden. Sie wird aber auch in Gärten zwischen Melonen und Tomaten angepflanzt, da sie Schädlinge wie die Weiße Fliege wegfängt. In den Südstaaten Amerikas gelten in Essig eingelegte, gedämpfte oder gesüßte halbreife Früchte von Ibicella lutea, aber auch solche der Gattung Proboscidea und Martynia annua als Delikatesse, sie werden auch als Ersatz für Okra verwendet. Die Samen können roh oder geröstet gegessen werden, die getrockneten Hörner der Samenkapseln können zum Flechten verwendet werden so wie die der Proboscidea-Arten.